# Emex spinosa
Emex spinosa (емекс колючий) — вид квіткових рослин родини гречкові (Polygonaceae).

## Опис
Однорічна трав'яниста рослина 30–60 (рідко до 80) см заввишки. Корінь товстий і соковитий. Стебла червонуваті. Листки прості за формою, нагадують листя шпинату. Суцвіття містять 1–8 чоловічих або 2–8 жіночих квіток. Квітки мають діаметр від 5 до 6 мм. Квітки різної статі згруповані окремо на тій же рослині. Рослина виробляє багато насіння як у кластерах уздовж гілок, так і біля основи стебла. Плодові оцвітини 5–6 × 5–6 мм, з колючками. Тригранні, глянцеві сім'янки 4–5 × 2–3 мм. Наприкінці життя рослини корінь висихає і тягне насіння біля основи стебла в землю.

## Поширення
Батьківщина: Північна Африка: Алжир; Єгипет; Лівія; Марокко; Туніс. Азія: Кувейт; Саудівська Аравія; Кіпр; Ізраїль; Йорданія; Ліван; Туреччина. Південна Європа: Греція; Італія; Франція – Корсика; Португалія; Гібралтар; Іспанія. Широко натуралізований. Населяє піщані береги. Інвазивний вид — Африка, Індія, Гавайські острови, Австралія, Південна Америка, в Сполучених Штатах класифікується як шкідливий бур'ян.

## Використання
Незважаючи на гіркоту, корінь і листя можна вживати в їжу.

## Галерея

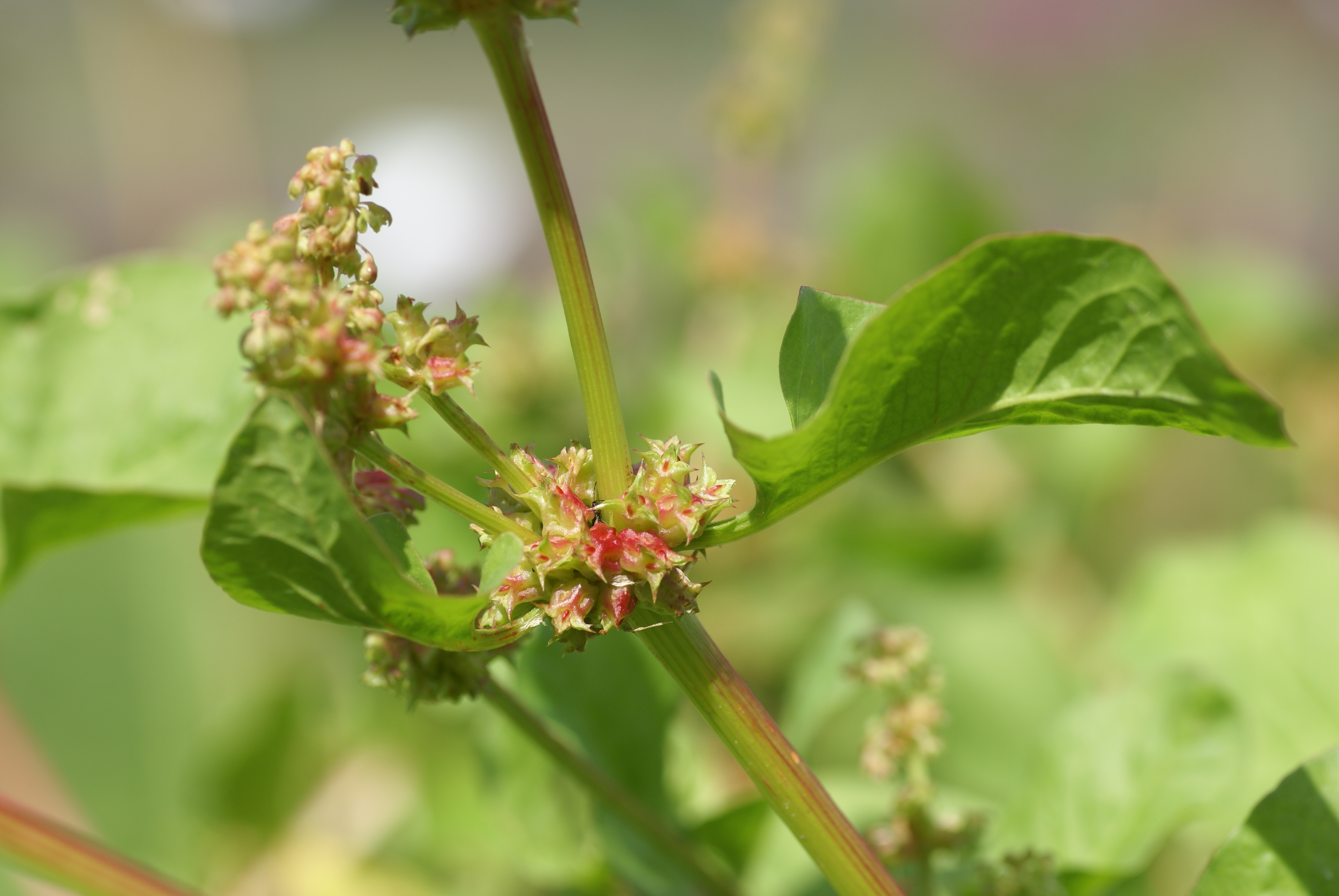
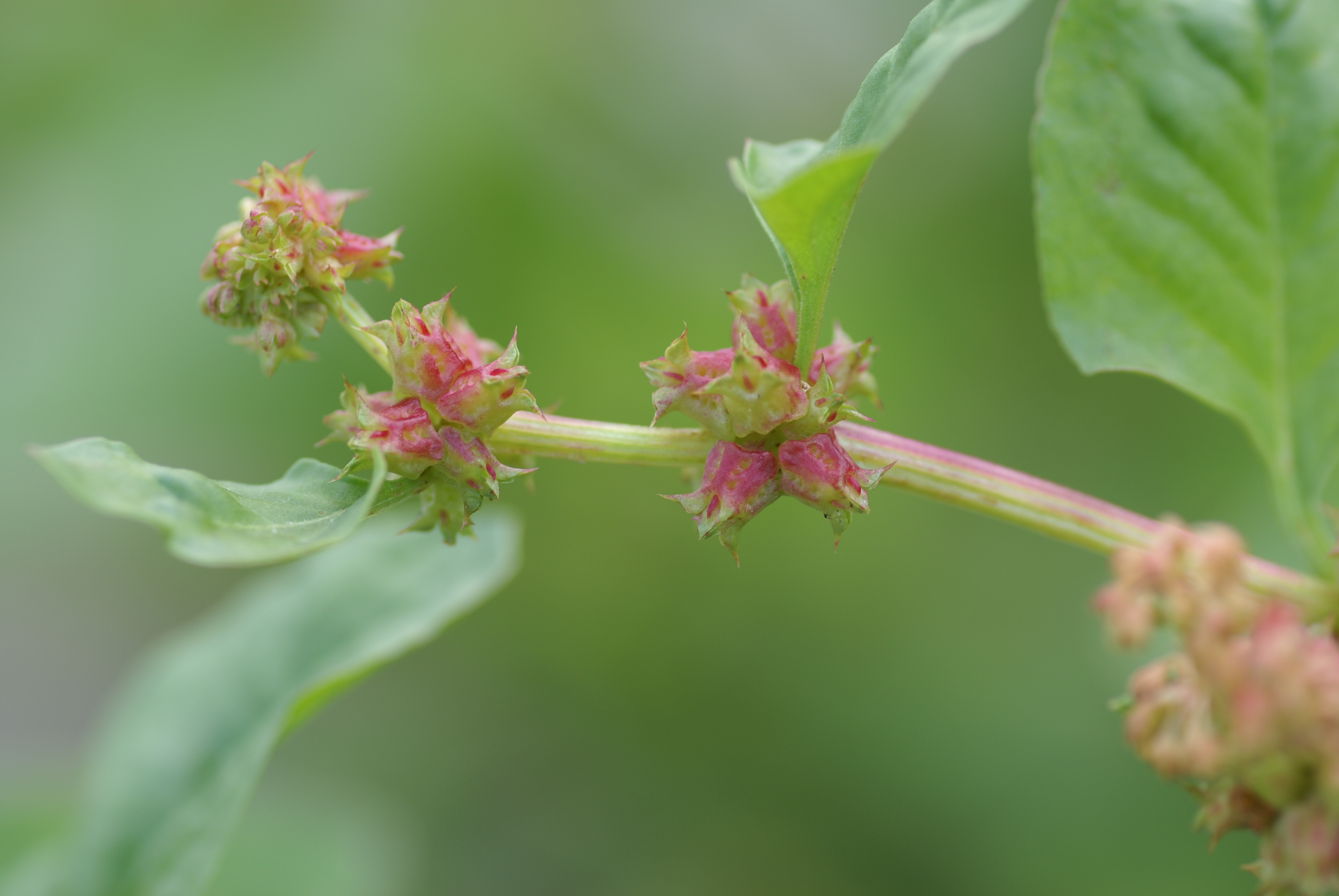
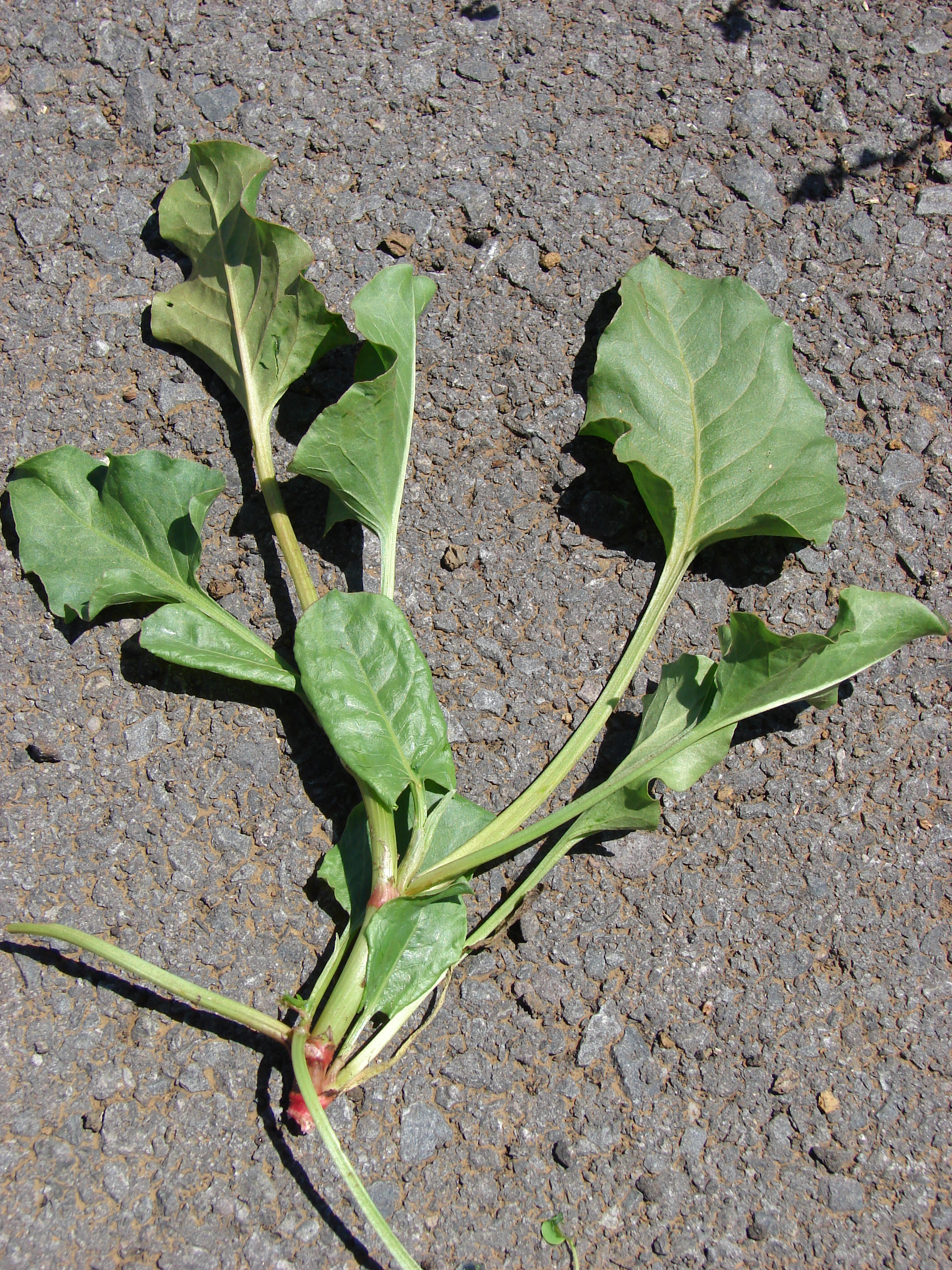